# Gioia del Colle
Gioia del Colle – miejscowość i gmina we Włoszech, w regionie Apulia, w prowincji Bari.
Według danych na styczeń 2009 gminę zamieszkiwało 28 017 osób przy gęstości zaludnienia 135,7 os./1 km².